# Kamjanśke (rejon nikopolski)
Kamjanśke (ukr. Кам'янське) – osiedle na Ukrainie, w obwodzie dniepropetrowskim, w rejonie nikopolskim, w hromadzie Czerwonohryhoriwka. W 2025 liczyło 2177 mieszkańców.